# Cerotainia melanosoma
Cerotainia melanosoma är en tvåvingeart som beskrevs av Scarbrough och Knutson 1989. Cerotainia melanosoma ingår i släktet Cerotainia och familjen rovflugor. Inga underarter finns listade i Catalogue of Life.